# Paial
Paial is een gemeente in de Braziliaanse deelstaat Santa Catarina. De gemeente telt 1.830 inwoners (schatting 2009).

## Aangrenzende gemeenten
De gemeente grenst aan Chapecó, Itá, Seara, Itatiba do Sul (RS) en Erval Grande (RS).